# Remijia pacimonica
Remijia pacimonica är en måreväxtart som beskrevs av Paul Carpenter Standley. Remijia pacimonica ingår i släktet Remijia och familjen måreväxter. Inga underarter finns listade i Catalogue of Life.